# Trametinib
Trametinib (tên thương mại Mekinist) là một loại thuốc trị ung thư. Nó là một loại thuốc ức chế MEK có hoạt tính chống ung thư.
Nó ức chế MEK1 và MEK2.
Trametinib đã có kết quả tốt cho khối u ác tính di căn mang đột biến BRAF V600E trong một thử nghiệm lâm sàng giai đoạn III. Trong đột biến này, amino acid valine (V) ở vị trí 600 trong protein BRAF đã được thay thế bằng axit glutamic (E) làm cho protein BRAF đột biến hoạt động liên tục.
Vào tháng 5 năm 2013, trametinib đã được Cục Quản lý Thực phẩm và Dược phẩm phê duyệt là một tác nhân duy nhất để điều trị cho bệnh nhân bị u ác tính di căn đột biến V600E. Dữ liệu thử nghiệm lâm sàng đã chứng minh rằng tình trạng kháng trametinib đơn tác nhân thường xảy ra trong vòng 6 đến 7 tháng. Để khắc phục điều này, trametinib đã được kết hợp với chất ức chế BRAF dabrafenib.  Theo kết quả của nghiên cứu này, vào ngày 8 tháng 1 năm 2014, FDA đã phê duyệt sự kết hợp của dabrafenib và trametinib để điều trị bệnh nhân bị u ác tính di căn BRAF V600E / K-mutant. Vào ngày 1 tháng 5 năm 2018, FDA đã phê duyệt kết hợp dabrafenib / trametinib như một phương pháp điều trị bổ trợ cho khối u ác tính BRAF V600E, giai đoạn III sau phẫu thuật cắt bỏ dựa trên kết quả của nghiên cứu COMBI-AD giai đoạn 3, Phác đồ hóa trị liệu bằng miệng ngăn ngừa tái phát ung thư đối với hạch dương tính, khối u ác tính đột biến BRAF.